# Chelonus radialis
Chelonus radialis är en stekelart som först beskrevs av Vladimir Ivanovich Tobias 1966.  Chelonus radialis ingår i släktet Chelonus och familjen bracksteklar. Inga underarter finns listade i Catalogue of Life.